# دوروکوینون
دوروکوینون (به انگلیسی: Duroquinone) با فرمول شیمیایی C۱۰H۱۲O۲ یک ترکیب شیمیایی است. که جرم مولی آن ۱۶۴٫۲۰۴۰۸ g/mol می‌باشد. 